# Pannewitzové
Pannewitzové (též Pannwitzové, Panwiczové nebo Pannewiczové) byl významný šlechtický rod, který působil ve Slezsku. Pocházel z Horní Lužice.
Rod zažil rozkvět ve 14. století, kdy se rozrostl na několik větví. Větev pocházející z hlohovské linie se usadila v Kladsku. Bratři Pannewitzové Wolfram, Matěj a Tyček obdrželi v roce 1327 za věrné služby od Jana Lucemburského patronát kostela v Rengersdorfu.
Následně Pannewitzové získali v Kladsku mnoho statků a světských i církevních úřadů a měli též rodinné, feudální a úřední vazby jak na Čechy, tak na Slezsko.